# Microdosage
Le microdosage, ou micro-dosage, est l'usage de doses de substances inférieures à leur seuil thérapeutique afin d'évaluer leurs effets chez l'homme. Cette approche permet de recueillir des données préliminaires sur la sécurité, la pharmacocinétique et les bénéfices thérapeutiques potentiels, sans provoquer de réponses physiologiques notables. Cette pratique, appelée « étude de phase 0 », précède généralement la phase clinique I et sert à déterminer si un médicament présente un intérêt pour les étapes suivantes du développement. Le microdosage humain contribue ainsi à optimiser l'utilisation des ressources en évitant les investissements dans des traitements non viables et à limiter le recours aux tests sur les animaux.
Plus rarement, le terme « microdosage » est également utilisé pour désigner la distribution précise de petites quantités d'une substance médicamenteuse (par exemple, un ingrédient pharmaceutique actif sous forme de poudre) dans un produit pharmaceutique (comme une capsule) et lorsque la substance médicamenteuse est également sous forme liquide, cela peut potentiellement recouper ce que l'on appelle la microdispensation. Par exemple, le microdosage de psychédéliques.

## Techniques
L'approche de base consiste à étiqueter un médicament candidat à l'aide du radio-isotope carbone-14, puis à administrer le composé à des volontaires humains à des niveaux généralement environ 100 fois inférieurs à la dose thérapeutique proposée (d'environ 1 à 100 microgrammes mais pas plus).
Étant donné que seules de très faibles doses du médicament sont administrées, les méthodes d’analyse sont restreintes et requièrent une sensibilité extrêmement élevée. La spectrométrie de masse par accélérateur (AMS) est la technique d’analyse la plus couramment employée pour les microdoses. L'AMS a été développé à la fin des années 1970 à partir de deux axes de recherche distincts avec un objectif commun : une amélioration de la datation par radiocarbone permettant une utilisation plus efficace du matériau datable et prolongeant à la fois la portée courante et maximale de cette technique. L'AMS est couramment utilisé en géochronologie et en archéologie, mais des applications biologiques ont commencé à apparaître en 1990, principalement grâce aux travaux des scientifiques du Lawrence Livermore National Laboratory. Le service AMS est désormais plus facilement accessible pour la quantification biochimique grâce à plusieurs entreprises privées. Par ailleurs, un accès non commercial à l'AMS est proposé par la ressource de recherche des National Institutes of Health (NIH) au Lawrence Livermore National Laboratory, ou via le développement de spectromètres plus petits et abordables. L'AMS ne détecte pas la radioactivité du carbone 14 dans les échantillons de microdoses. À l’instar d’autres techniques de spectrométrie de masse, elle analyse les espèces ioniques en fonction de leur rapport masse/charge.

### Psychédélique
Le microdosage psychédélique consiste à administrer des doses sub-perceptuelles de drogues psychédéliques sérotoninergiques afin de favoriser la créativité, d’accroître l’énergie physique, de stabiliser l’équilibre émotionnel, d’améliorer les performances en résolution de problèmes et de contribuer au traitement de l’anxiété, de la dépression et des addictions. bien qu'il existe très peu de preuves à l'appui de ces effets présumés en 2019.

## Impact du microdosage psychédélique
En 2021, une étude a montré qu'une augmentation de la conscience professionnelle a été observée grâce au microdosage. Il a été observé que le microdosage était associé à une amélioration de la santé mentale après un microdosage de psychédéliques de 30 jours. Des études supplémentaires sont nécessaires pour évaluer l’efficacité du microdosage dans le traitement de la dépression et de l’anxiété. Le microdosage n'a pas entraîné d'amélioration des réponses motrices, de l'attention ni des capacités cognitives liées à la résolution de problèmes chez les participants. Le microdosage fait toujours l’objet de recherches pour déterminer son efficacité. Bien que de plus en plus d'études soient menées, l'effet placebo représente un défi majeur dans ces investigations.
En janvier 2006, le programme de partenariat de l'Union européenne sur les microdoses AMS (EUMAPP) a été lancé. Dix organisations de cinq pays différents (Royaume-Uni, Suède, Pays-Bas, France et Pologne) étudieront différentes approches de la technique AMS de base. L’étude devrait être publiée en 2009.
L'un des résultats les plus importants des études de phase 0/microdosage est l'arrêt prématuré du développement d'un médicament. En 2017, Okour et al. ont publié le premier exemple dans la littérature d'un arrêt de développement d'un médicament oral, basé sur des données obtenues à partir de microdoses administrées par voie intraveineuse.

## Lectures complémentaires
- (en) Lappin G, Garner RC, « The use of accelerator mass spectrometry to obtain early human ADME/PK data », Expert Opinion on Drug Metabolism & Toxicology, vol. 1, no 1,‎ juin 2005, p. 23–31 (PMID 16922650, DOI 10.1517/17425255.1.1.23)
- (en) Wilding IR, Bell JA, « Improved early clinical development through human microdosing studies », Drug Discovery Today, vol. 10, no 13,‎ juillet 2005, p. 890–894 (PMID 15993808, DOI 10.1016/S1359-6446(05)03509-9)
- (en) Lappin G, Wagner CC, Langer O, van de Merbel N, « New ultrasensitive detection technologies and techniques for use in microdosing studies », Bioanalysis, vol. 1, no 2,‎ mai 2009, p. 357–66 (PMID 21083172, DOI 10.4155/bio.09.40)